# 大明西町
大明西町（おあきにしまち）は、三重県鳥羽市の町。加茂川河口を干拓して造成した土地で、大明東町とともに鳥羽市の新市街地を成す。住民基本台帳に基づく2022年（令和4年）4月30日現在の人口は512人、2015年（平成27年）10月1日現在の面積は0.358509288 km2。郵便番号は517-0023である。

## 地理
鳥羽市の中部、加茂地区の北部に位置する。干拓地であり、加茂川河口の右岸に位置する。町域のほとんどが新興住宅地であり、鳥羽ショッピングプラザハローや三重県立鳥羽高等学校グラウンドなども立地する。
西から北にかけて加茂川が流れ、安楽島橋で鳥羽五丁目と結ばれている。大明東町の加茂川水面は鳥羽港の一部であるが、港湾法に基づく運輸大臣の認可する港湾区域は加茂川最下流道路橋（＝安楽島大橋）下流の河川水面であるため、安楽島大橋より上流側の大明西町は鳥羽港に含まれない。東は大明東町、南は安楽島町・船津町、西は加茂川水面で船津町・鳥羽五丁目、北は加茂川水面で鳥羽五丁目・鳥羽四丁目と接する。大明東町との境界を三重県道750号阿児磯部鳥羽線が通る。

### 地質と地盤沈下
加茂川河口の湾曲部に当たる大明西町・大明東町（大明地区）は、起伏に富んだ基盤となる岩盤の上に、軟弱な粘性土層（シルトや砂）が厚く堆積した地層をしており、その上に盛土を行って造成した土地である。。完成当時の大明地区の平均標高は+4.83 mだったが、2008年（平成20年）現在の平均標高は+1.6〜1.7 mほどと平均約3 mの地盤沈下が発生している。（ただし沈下量はあくまでも参考値である。）大明地区の建築物は、建設時点から地盤沈下を見越して杭基礎を施しているので建物への被害は軽微である。また標高が低く、河口部に位置するため、津波や高潮による浸水被害や、軟弱地盤による地震時の激しい揺れが懸念されている。

### 小・中学校の学区
市立小・中学校に通う場合、学区は以下の通りとなる。
| 丁目     | 番・番地等 | 小学校               | 中学校               |
| -------- | ---------- | -------------------- | -------------------- |
| 大明西町 | 全域       | 鳥羽市立安楽島小学校 | 鳥羽市立鳥羽東中学校 |

## 歴史

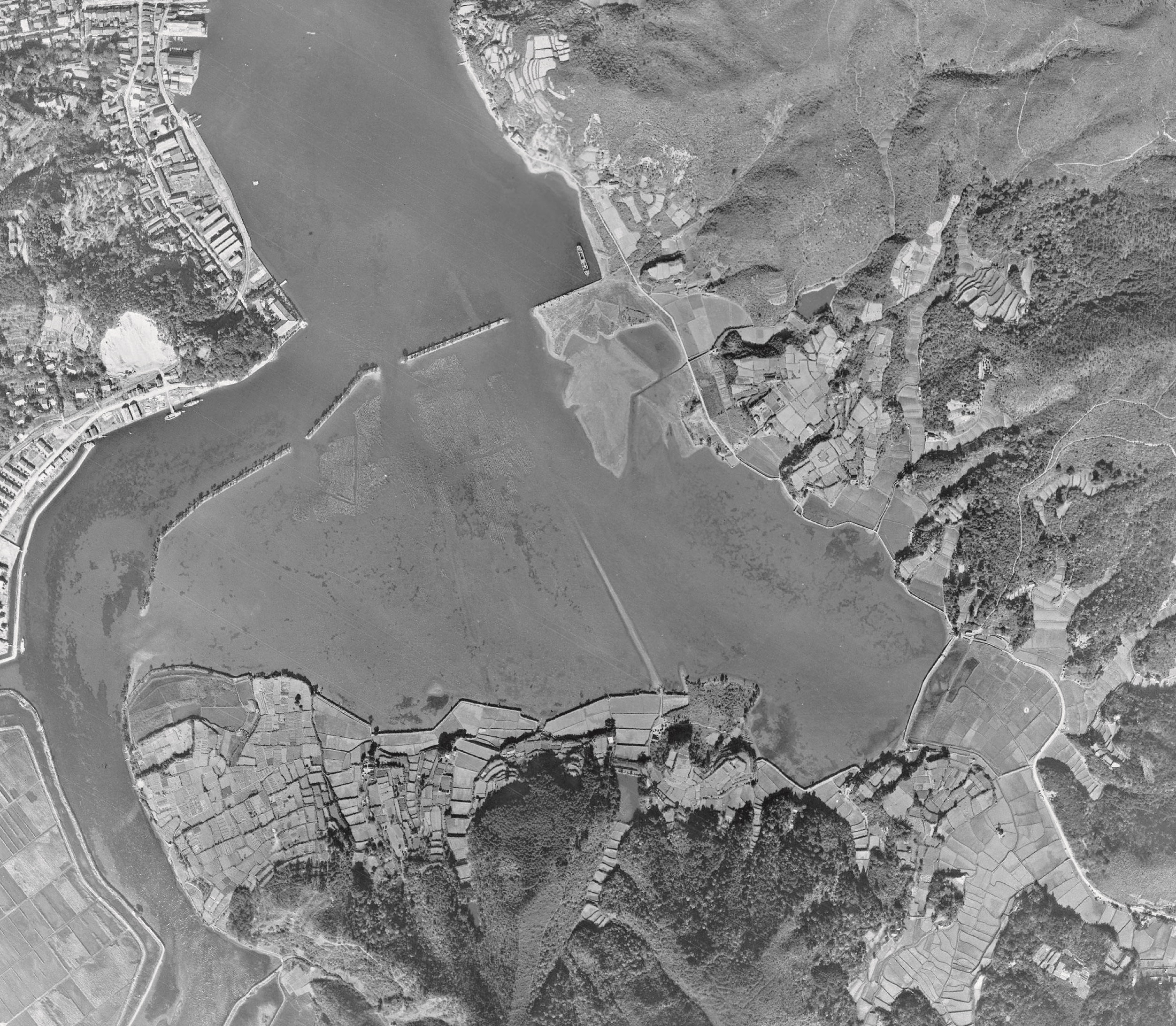
加茂川河口部（1952年）
事業開始前の様子。一帯が水面であることが分かる。
出典：アメリカ軍（配布元：国土地理院地図・空中写真閲覧サービス）』

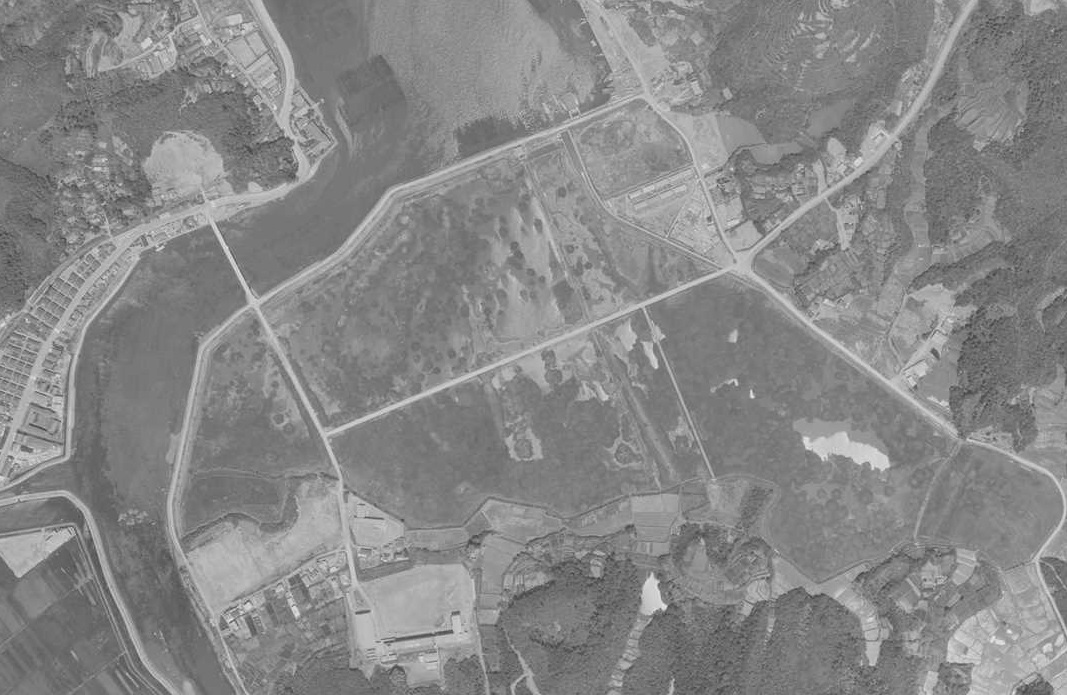
加茂干拓地（1968年）
完成したものの放置されていた頃。
出典：『国土交通省「国土画像情報（モノクロ空中写真）」（配布元：国土地理院地図・空中写真閲覧サービス）』

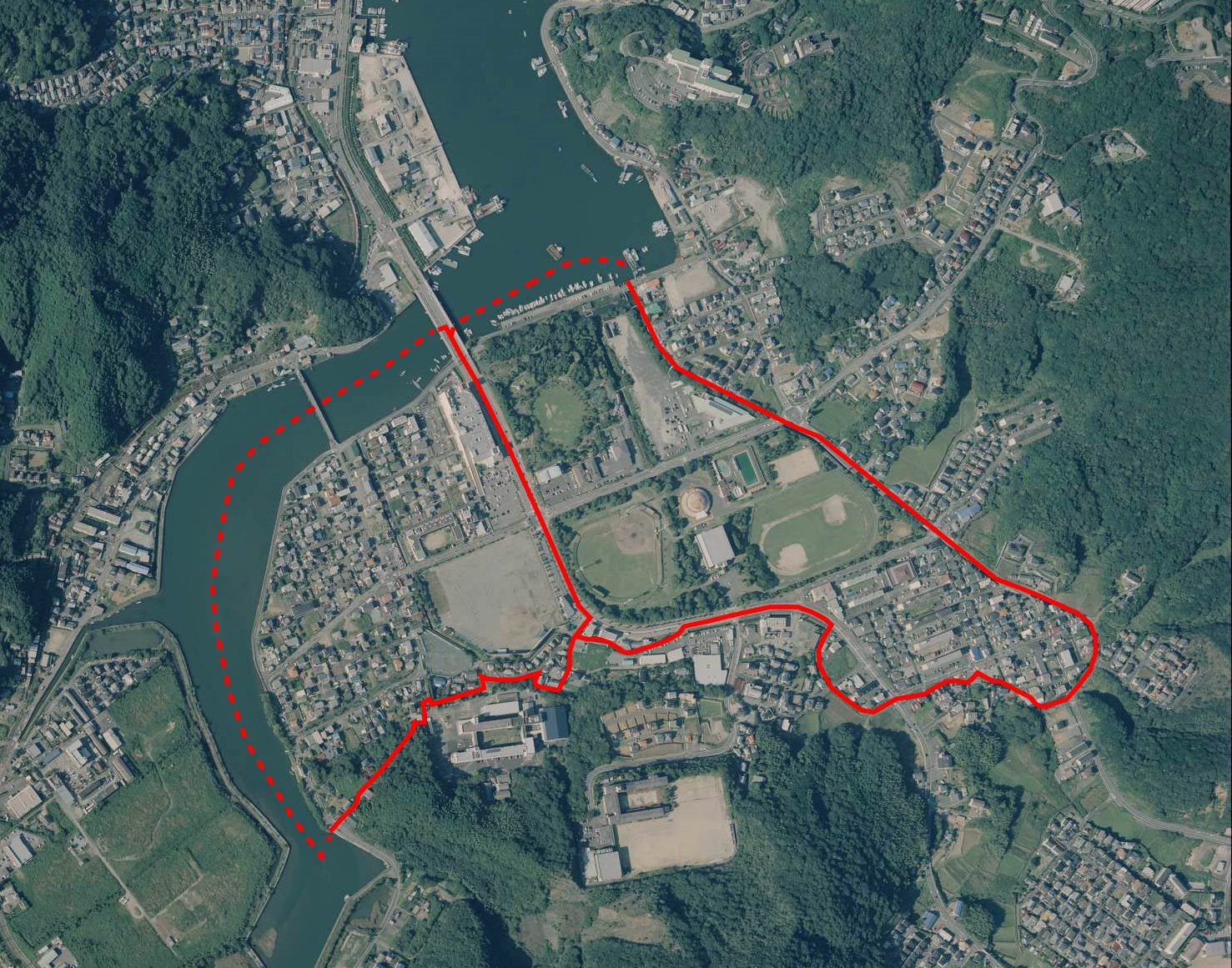
大明東町と大明西町（2008年）
赤い線で囲まれた左側が大明西町。
出典：『国土交通省「国土画像情報（カラー空中写真）」（配布元：国土地理院地図・空中写真閲覧サービス）』

平地の限られる鳥羽市では、埋め立てや干拓によって面積を拡大していった。特に志摩郡鳥羽町に隣接する加茂川河口部の加茂村北部は明治時代から注目されていた。最初に事業を企てたのは、緒明菊三郎（おあき〔おあけ〕きくさぶろう）であり、1903年（明治36年）に立案・実行したが、1909年（明治42年）に緒明が死去したため事業は中断した。次に、菊三郎の娘婿である緒明圭造が1918年（大正7年）に埋め立てを企図したが完工を見ず、続いて昭和戦前期に神戸製鋼所が埋め立てに乗り出したが、太平洋戦争に突入したため、中止となった。3度の頓挫を経て、1951年（昭和26年）に農林省は食糧増産を目的に干拓計画を立案し、1964年（昭和39年）に55町歩（≒54.5 ha）を干拓して事業を終了した。しかし、この頃には食糧事情は改善していたため、農林省は農地として利用する計画を中止し、土地は放置同然となった。
鳥羽市当局は、農林省に干拓地の払い下げを申請し、1970年（昭和45年）に鳥羽市開発公社が44.5577 haを取得した。 公社は1971年（昭和46年）5月、「加茂干拓地総合開発事業」を開始し、安楽島町細田（現・高丘町）から切土を行い、そこで発生した土砂を干拓地へ盛土した。1974年（昭和49年）5月に盛土を終えると、公共用地と宅地の開発に乗り出した。干拓地は安楽島町及び船津町に編入されていたが、複雑に地番が入り乱れていたため、住居表示を導入すると同時に、新町名「大明西町」・「大明東町」を1981年（昭和56年）に制定した。
大明東町では鳥羽中央公園・市民の森公園が大きな面積を占めているが、大明西町には公共用地は少なく、鳥羽高等学校グラウンド、鳥羽市立かもめ幼稚園、大明西公園と鳥羽市中央公民館大明西分館を除く大部分は新興住宅地として利用されている。かもめ幼稚園は1978年（昭和53年）4月1日に新設され、同時に加茂幼稚園を統合する形で開園した。大明西町の北東端、1番1号に位置する鳥羽ショッピングプラザハローは、株式会社鳥羽ショッピングプラザ（1976年〔昭和51年〕11月25日設立）が運営するショッピングセンターで、1978年（昭和53年）7月19日に開業した。核店舗はイオン鳥羽店で、百五銀行鳥羽東支店が出店している。同支店は元・鳥羽支店市民の森出張所であり、周辺人口増加を受けて1993年（平成5年）9月6日に支店に昇格した。

### 人口の変遷
総数 [世帯数：  、人口：  ]
| 1985年（昭和60年） | 175世帯 574人 |
| 1990年（平成2年）  | 224世帯 689人 |
| 1995年（平成7年）  | 260世帯 714人 |
| 2000年（平成12年） | 257世帯 681人 |
| 2005年（平成17年） | 243世帯 621人 |
| 2010年（平成22年） | 248世帯 606人 |
| 2015年（平成27年） | 233世帯 531人 |
| 2020年（令和元年） | 252世帯 513人 |

### 町名の由来
「大明」は干拓を計画した緒明菊三郎の姓に由来し、「大きく明けゆくように」との願いを込めて大明の文字を充てたものである。「西町」は大明東町と対になるように命名された。
大明という地名は、鳥羽市開発公社が農林省から加茂干拓地の払い下げを受けた1970年（昭和45年）頃より使われ始め、1981年（昭和56年）に正式な地名として採用された

### 町名の変遷
| 実施後   | 実施年月日               | 実施前                                                   |
| -------- | ------------------------ | -------------------------------------------------------- |
| 大明西町 | 1981年（昭和56年）6月1日 | 安楽島町字村山の一部、船津町字村山の一部・字鱸ヶ渕の一部 |

## 経済
2015年（平成27年）の国勢調査による15歳以上の就業者数は287人で、第一次産業（漁業）が1人（0.3%）、第二次産業が51人（17.8%）、第三次産業が235人（81.9%）となっており、産業別では多い順に宿泊業・飲食サービス業（57人・19.9%）、卸売業・小売業（50人・17.4%）、製造業（31人・10.8%）、医療・福祉（29人・10.1%）、建設業（20人・7.0%）の順になる。
2014年（平成26年）の経済センサスによると、大明西町の全事業所数は76事業所、従業者数は403人である。具体的には卸売業・小売業が24、飲食サービス業が16、生活関連サービス業が9、建設業が7、医療業が5、製造業が3、教育・学習支援業、サービス業（他に分類されないもの）が各2、放送業、銀行業、不動産賃貸業・管理業、専門・技術サービス業が各1事業所となっている。全76事業所のうち51事業所が従業員4人以下の小規模事業所である。
2014年（平成26年）の商業統計によると、商業地区「鳥羽ショッピングプラザビル」の事業所数は12事業所、就業者数107人（うち従業者数105人）、売場面積4,280 m2、年間販売額20億65百万円で、事業所数以外はいずれも鳥羽市最大の商業地区となっている。

## 交通

### 鉄道
大明西町には鉄道は通っておらず、最寄り駅は近鉄志摩線志摩赤崎駅である。志摩赤崎駅から大明西町まで徒歩で3 - 10分程度かかり、かもめバス（鳥羽市営バス）鳥羽〜国崎線で結ばれている。

### バス
2019年（令和元年）現在、大明西町にはかもめバス（鳥羽市営バス）が乗り入れており、ハロー、鳥羽高校前、市民の森の3つのバス停がある。
かもめバス（鳥羽市営バス）
- ハローバス停
  - ■ 小浜〜安楽島線 安楽島
  - ■ 鳥羽小学校〜石鏡港線 石鏡港
  - ■ 鳥羽小学校〜石鏡港線 畔蛸口
- 鳥羽高校前バス停
  - ■ 鳥羽〜国崎線 鳥羽マリンターミナル（佐田浜）
  - ■ 鳥羽〜国崎線 鳥羽バスセンター
  - ■ 鳥羽〜国崎線 国崎
  - ■ 鳥羽〜国崎線 鳥羽展望台
- 市民の森バス停
  - ■ 小浜〜安楽島線 小浜漁協前
  - ■ 小浜〜安楽島線 マリンターミナル
  - ■ 小浜〜安楽島線 鳥羽バスセンター
  - ■ 小浜〜安楽島線 安楽島
  - ■ 小浜〜ウィスタリアン線 小浜漁協前
  - ■ 小浜〜ウィスタリアン線 ウィスタリアン前
  - ■ 鳥羽小学校〜石鏡港線 鳥羽小学校
  - ■ 鳥羽小学校〜石鏡港線 マリンターミナル
  - ■ 鳥羽小学校〜石鏡港線 鳥羽バスセンター
  - ■ 鳥羽小学校〜石鏡港線 高丘町
  - ■ 鳥羽小学校〜石鏡港線 石鏡港
  - ■ 鳥羽小学校〜石鏡港線 畔蛸口
  - ■ 鳥羽〜国崎線 マリンターミナル
  - ■ 鳥羽〜国崎線 鳥羽バスセンター
  - ■ 鳥羽〜国崎線 国崎
  - ■ 鳥羽〜国崎線 鳥羽展望台

路線バスとは別に、2002年（平成14年）9月6日より鳥羽ショッピングプラザハローが市内12路線の無料送迎バスを自主運行している。

### 道路・橋梁

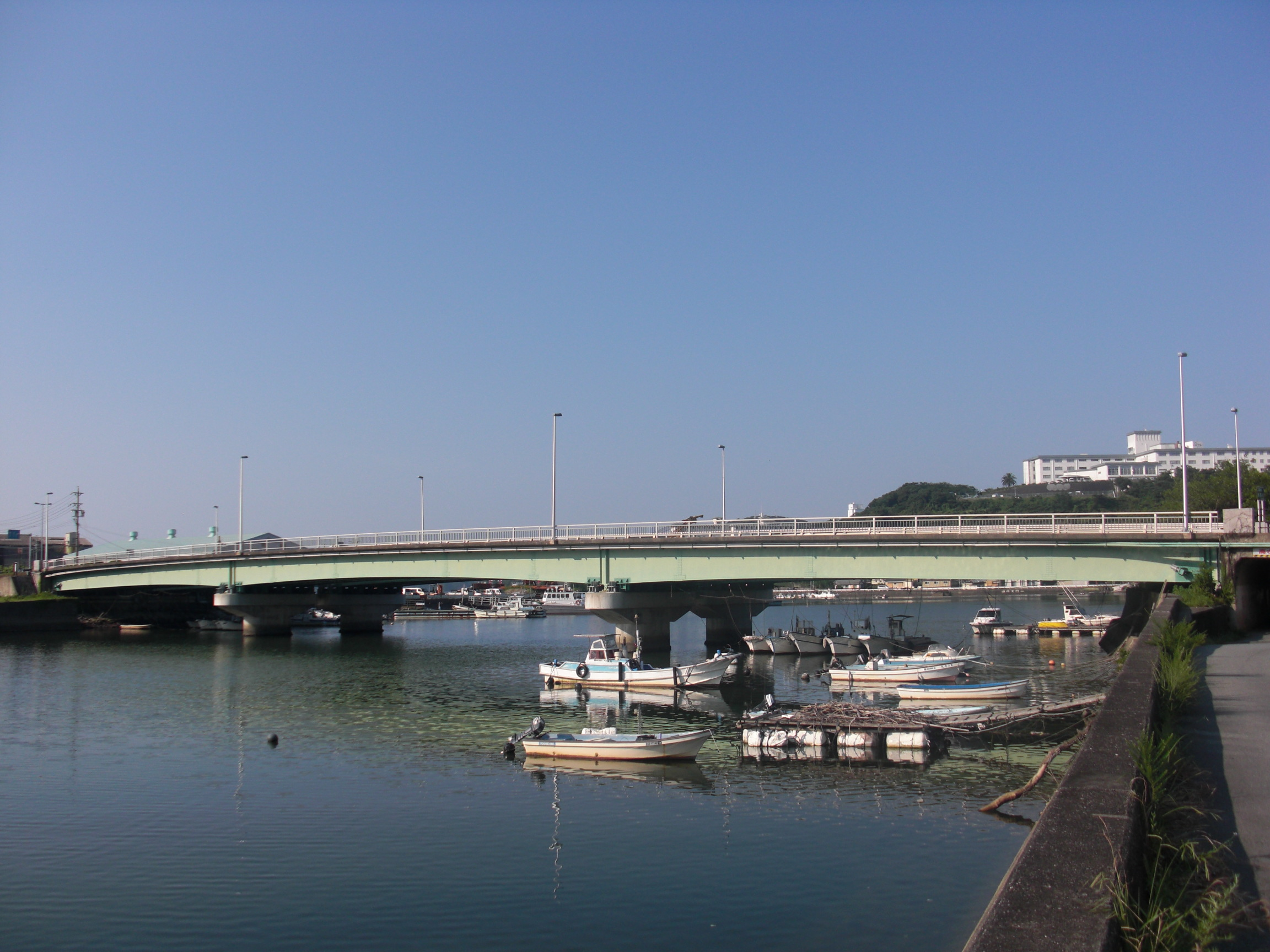
大明西町から見た安楽島大橋

三重県道750号阿児磯部鳥羽線
大明東町と大明西町の境界を成す。加茂川に安楽島大橋が架かっており、対岸の鳥羽四丁目に渡ることができる。安楽島大橋は1974年（昭和49年）5月20日に架橋され、安楽島および南鳥羽地区の観光開発に大きな影響を与えた。
安楽島橋
1963年（昭和38年）1月5日架橋の市道橋。鳥羽五丁目との間を結ぶ。架橋以前は渡し船で往来しており、渡り初め式には河野一郎が招待された。安楽島の観光開発の原点となった橋である。下流側の安楽島大橋開通後も比較的交通量が多い。

## 施設
- 鳥羽ショッピングプラザハロー[35]
  - イオン鳥羽店[35]
  - 百五銀行鳥羽東支店[37]
- 三重県立鳥羽高等学校グラウンド[13]
- 鳥羽市立かもめ幼稚園[31]
- 大明西公園[32]
  - 鳥羽市中央公民館大明西分館[33]